# Suncoast Estates
Suncoast Estates est une census-designated place du comté de Lee, dans l'État de Floride, aux États-Unis,. En 2020, elle compte une population de 4 097 habitants.